# Thaïs crétoise
Espèce
La Thaïs crétoise (Allancastria cretica) est une espèce de lépidoptères de la famille des Papilionidae et de la sous-famille des Parnassiinae. Elle est endémique de Crète.

## Systématique
Le taxon Allancastria cretica a été décrit par l'entomologiste autrichien Hans Rebel en 1904, en tant qu'une variété d’Allancastria cerisyi. De nos jours, ce taxon est considéré soit comme une espèce, soit comme une sous-espèce d’A. cerisyi.
Comme les autres espèces du genre Allancastria, il est placé par certains auteurs dans le genre Zerynthia (et s'appelle alors Zerynthia cretica).

## Noms vernaculaires
- en français : la Thaïs crétoise[2]
- en anglais : Eastern Festoon[3]

## Description
L'imago d’Allancastria cretica est un papillon de taille moyenne, blanc à blanc ocré, orné de marques noires, d'une ligne de festons submaginaux et de quelques points rouges aux ailes postérieures.

## Biologie

### Phénologie
L'espèce vole en une seule génération annuelle, de mars à juin.

### Plantes-hôtes
Ses plantes-hôtes sont des aristoloches (Aristolochia).

## Distribution
Cette espèce est endémique de Crète.